# Kibariye
Kibariye, eigentlich Bahriye Tokmak (* 10. August 1960 in Akhisar, Manisa), ist eine Arabesk- und Popmusikerin in der Türkei.

## Leben und Karriere
Kibariye wurde als Bahriye Tokmak 1960 in Akhisar/Manisa in eine Familie von Roma in der Türkei geboren und wuchs später in Izmir auf. Bereits dort war sie auf verschiedenen Bühnen zu sehen und wechselte 1980, entdeckt von Turgut Akyüz, nach Istanbul. Dort trat sie im Stardust Club auf und erregte in der Nachputschzeit schnell Aufmerksamkeit. Bereits in der Silvestergala 1980/81 zu Gast im türkischen Staatsfernsehen, erschien 1981 ihr erstes Album "Kimbilir" (Wer weiß), dem in den folgenden vier Jahrzehnten zahlreiche weitere folgten.

## Diskografie

### Alben
| - 1981: Kimbilir - 1982: Aşkın Adresi - 1982: Gelin Ağıtı - 1983: İşte Kibariye - 1985: Hayat Merdiveni - 1986: Kibariye - 1986: Romanika (Sabredemedim) - 1987: Hançer (İyimserim) - 1987: Sevmenin Bedeli - 1988: Avustralya Konseri - 1989: Arabesk'in Sultanı - 1989: En Büyük Kibariye - 1990: Aşk Çemberi - 1990: Şarkılara Hayat Veren - 1991: Arabesk (Aşkın Sesi) | - 1992: Bir Tutkudur - 1993: Kibariye '93 - 1993: İşte Ses İşte Yorum - 1994: Fırtınası - 1995: Bir Numara - 1995: Kül Kedisi - 1996: Kara Kışlar - 1998: Bir Duygudur - 2000: Boyun Eğmem - 2003: Ben Ayakta Ağlarım - 2006: Gülümse Kaderine - 2008: Anlayamazsın - 2010: 4 Mevsim - 2014: Gülü Soldurmam - 2019: Sevme |

### Kompilationen
- Benim Şarkılarım
- 1992: Seçmeler
- 2001: Yeniden
- 2008: Koleksiyon: Bir Numara

### Singles (Auswahl)
- 1989: Ecel Olsun
- 1993: Lafı Mı Olur
- 1998: Kara Gözlü Çingenem
- 2001: İllede Roman Olsun
- 2006: Gülümse Kaderine (mit Tarkan)
- 2008: Gidemem
- 2008: Tepecikli
- 2010: Arada Bir
- 2010: Yanayım
- 2014: Hap Koydum
- 2014: Sil Baştan
- 2014: Koparılan Çiçekler
- 2023: Sen Oyna (mit Eypio & Tuğberk Işık)
- 2025: Sevdam Ağlıyor (mit Buika)
- 2025: Yak Gel (mit Tefo & Seko)
- 2025: No Habrá Nadie En El Mundo (mit Buika)
- 2025: Tu Bandera (mit Buika)

## Filmografie
Filme
- 1986: Hayat Merdiveni
- 2005: Hababam Sınıfı Üç Buçuk